# Rödvingetrast
Rödvingetrast (Turdus iliacus) är en fågel inom familjen trastar. Den är vida spridd i norra Europa och norra Asien, men minskar i antal och betraktas numera som nära hotad, både globalt och i Sverige.

## Utseende och läte
Rödvingetrast är en rätt liten trast med en kroppslängd på 19–23 cm. I formen är den kortstjärtad och kompakt med förhållandevis stort huvud. Könen är lika, med brun rygg och streckad vit undersida. De tydligaste kännetecknet är bröstets röda sidor, de undre roströda vingtäckarna och det vita ögonbrynsstrecket. Underarten T. i. coburni (se nedan) är överlag mörkare tecknad och något större än nominatformen.

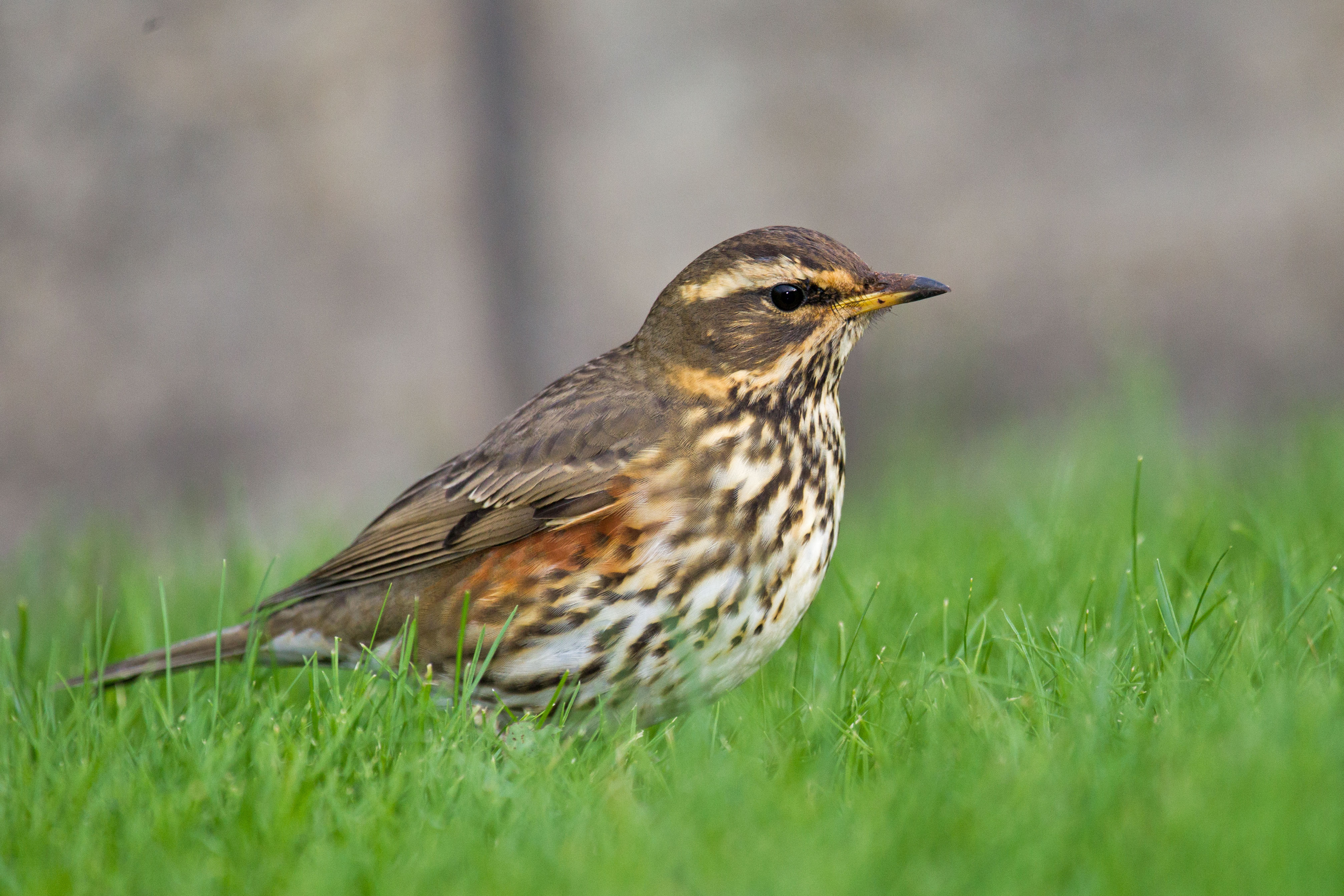
Den ljusare nominatformen.

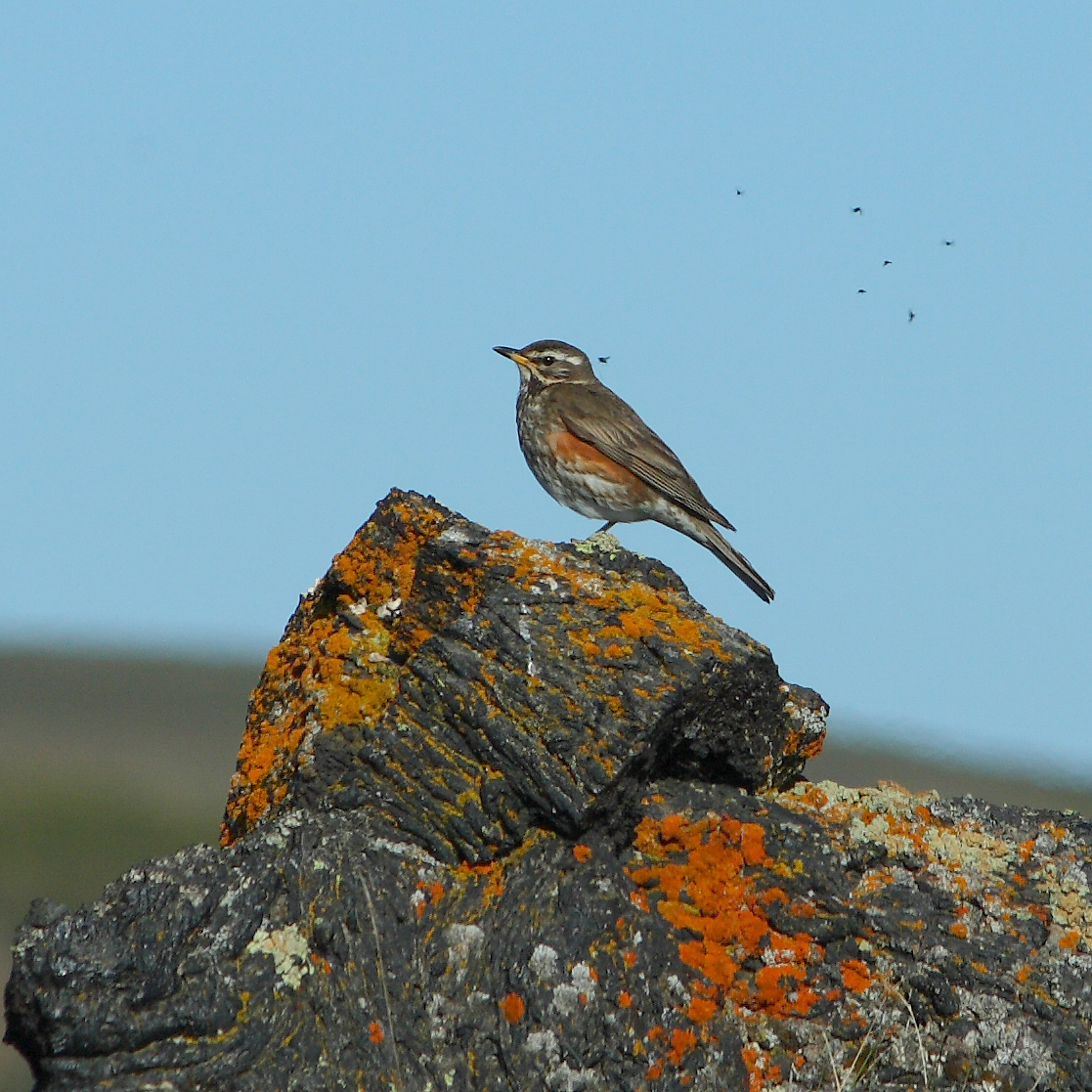
Den mörkare underarten coburni, fotograferad på Island.

Sången är varierad och kort och består av en kort fallande skala av flöjtande toner som avslutas med ett lågmält gnissel. Ibland kan den dock sjunga baklänges så skalan blir stigande istället. Varningslätet är ett smattrande "tret-tret-tret-tret..." I flykten hörs ett karakteristiskt utdraget och strävt, nästan sugande "styyyf".

## Utbredning och systematik
Rödvingetrasten häckar främst i barrskog och björkskog på tundra i norra Europa och Asien, men  förekommer även regelbundet som häckfågel i de flesta typer av skogsmiljöer. I fjällen häckar arten allmänt i fjällbjörkskogen, där den ofta är karaktärsart. Den är till största delen flyttfågel och mestparten av världspopulationen flyttar söderut på vintern. Den häckar mycket sällan i Storbritannien och Irland, men övervintrar ofta där. Flyttfåglar och övervintrande fåglar bildar ofta stora flockar, ofta tillsammans med björktrastar.

### Underarter
Rödvingetrasten delas oftast upp i två underarter med följande utbredning:
- vanlig rödvingetrast[5] Turdus iliacus iliacus – merparten av världspopulationen tillhör nominatformen.
- Turdus iliacus coburni (Sharpe, 1901) – häckar på Island och Färöarna och övervintrar från västra Skottland och Irland och söderut till norra Spanien.

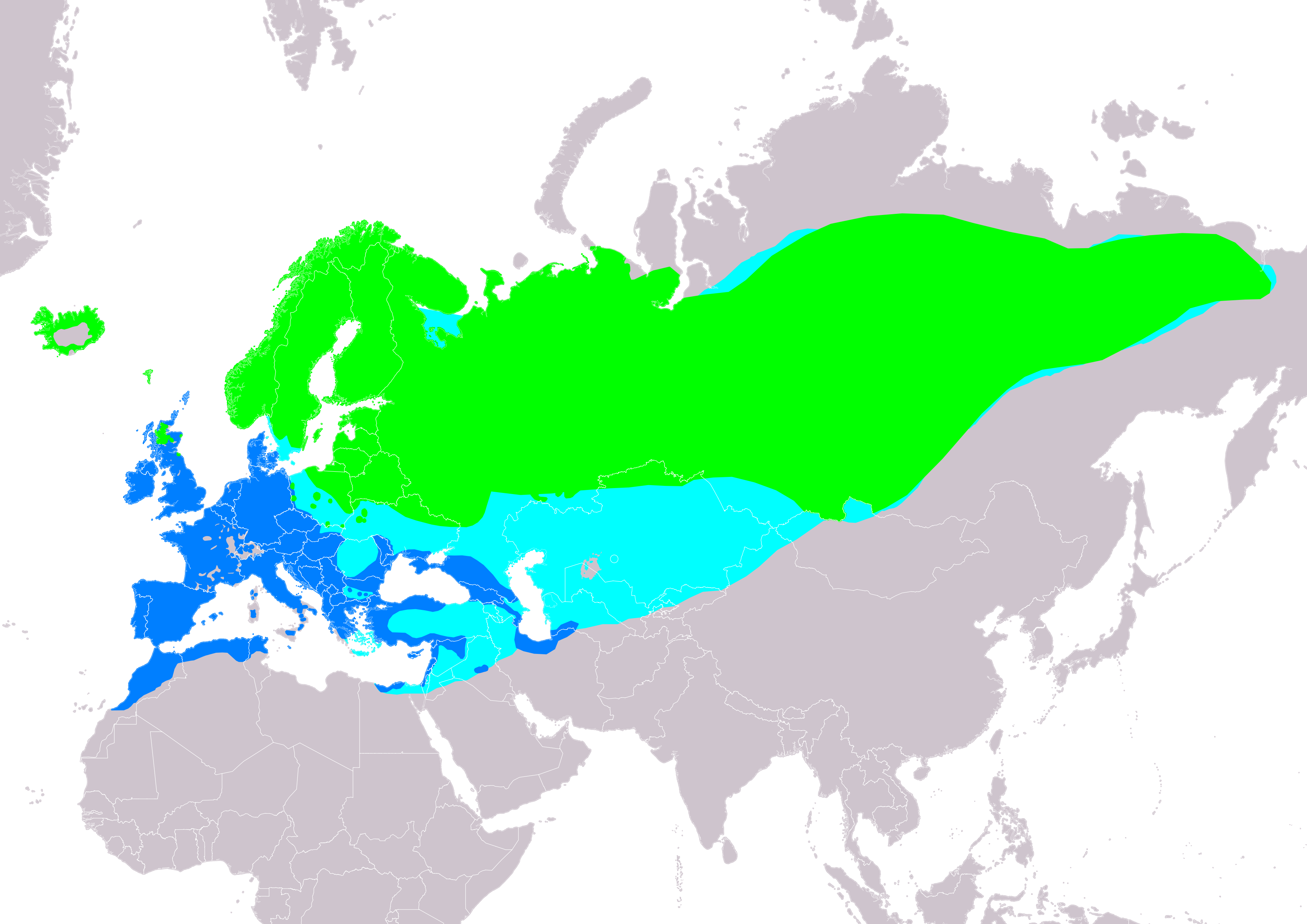
Utbredningskarta för rödvingetrasten där grönt betecknar häckningsområde, blått övervintringsområde och turkost förekomst året runt.

Rödvingetrasten har tillfälligt påträffats ett antal gånger utmed Nordamerikas östkust, men även vid några tillfällen i delstaten Washington i nordvästra USA och i Alaska.

### Släktskap
Genetiska studier från 2020 visar att rödvingetrasten troligen är, trots avvikande utseende, systerart till koltrasten (T. merula).

### Förekomst i Sverige
Tidigare hade rödvingetrasten en mer nordlig utbredning i Sverige (mest i Norrland och på Gotland), men vid 1800-talets mitt etablerade den sig söderut i landet. Under 1900-talets början gick artens sydgräns genom Värmland, centrala Dalarna och Hälsingland. I delar av södra Sverige saknas den dock idag. Den är den minsta fågeln i familjen trastar som häckar i Sverige.

## Ekologi

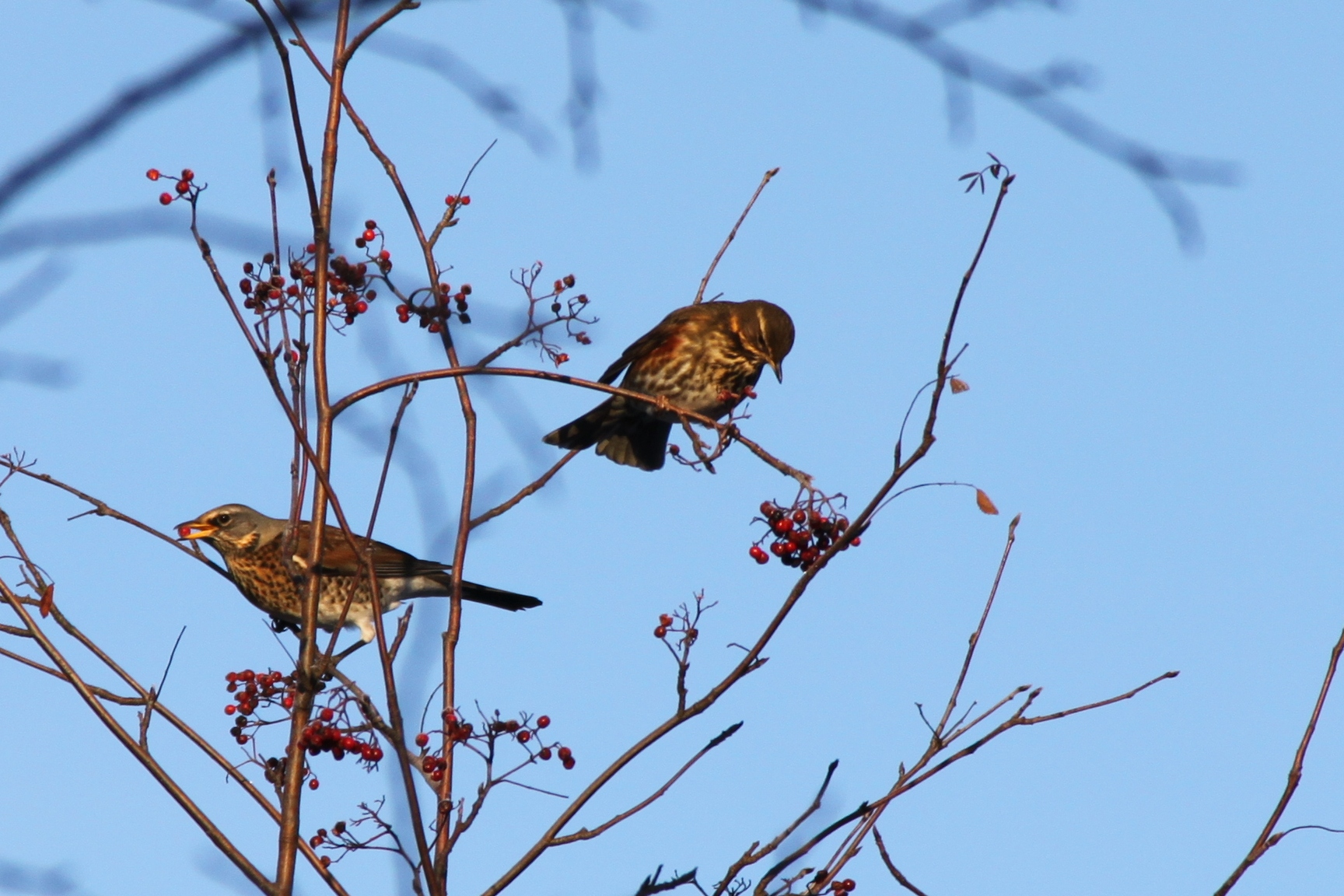
Vintertid uppträder rödvingetrasten ofta i blandflockar med andra trastar. Här syns en rödvingetrast (t.h.) och en björktrast (t.v.) som äter rönnbär.

### Biotop
Rödvingetrast häckar främst i barrskog och björkskog på tundra, och i fjällbjörkskog, men förekommer som häckfågel i de flesta skogsmiljöer.

### Föda
Rödvingetrasten är en allätare och äter framför allt maskar, sniglar, blötdjur och insekter i alla utvecklingsstadier. Om hösten äter den även bär av olika slag, men dessa utgör en mindre del av dess födointag än hos många andra trastar som häckar i norra palearktis.

### Häckning
Boet brukar ligga lågt och byggs av honan, gärna i stamklykan på en knotig fjällbjörk, intill stammen på en låg och tät unggran eller på en stubbe. Som bomaterial används fina kvistar, gräs, mossa och liknande växtdelar, som "bakas" ihop med lera eller jord i botten. Insidan av själva boskålen brukar fodras med finare grässtrån. De sex till sju äggen är tätt brunfläckade på grågrön botten. I Mellansverige läggs äggen i maj, men andrakullar under juli förekommer ofta. Hanen och honan turas om att ruva i cirka nio till elva dagar och lika länge stannar ungarna i boet. De matas av båda föräldrarna i ytterligare nio till elva dagar.

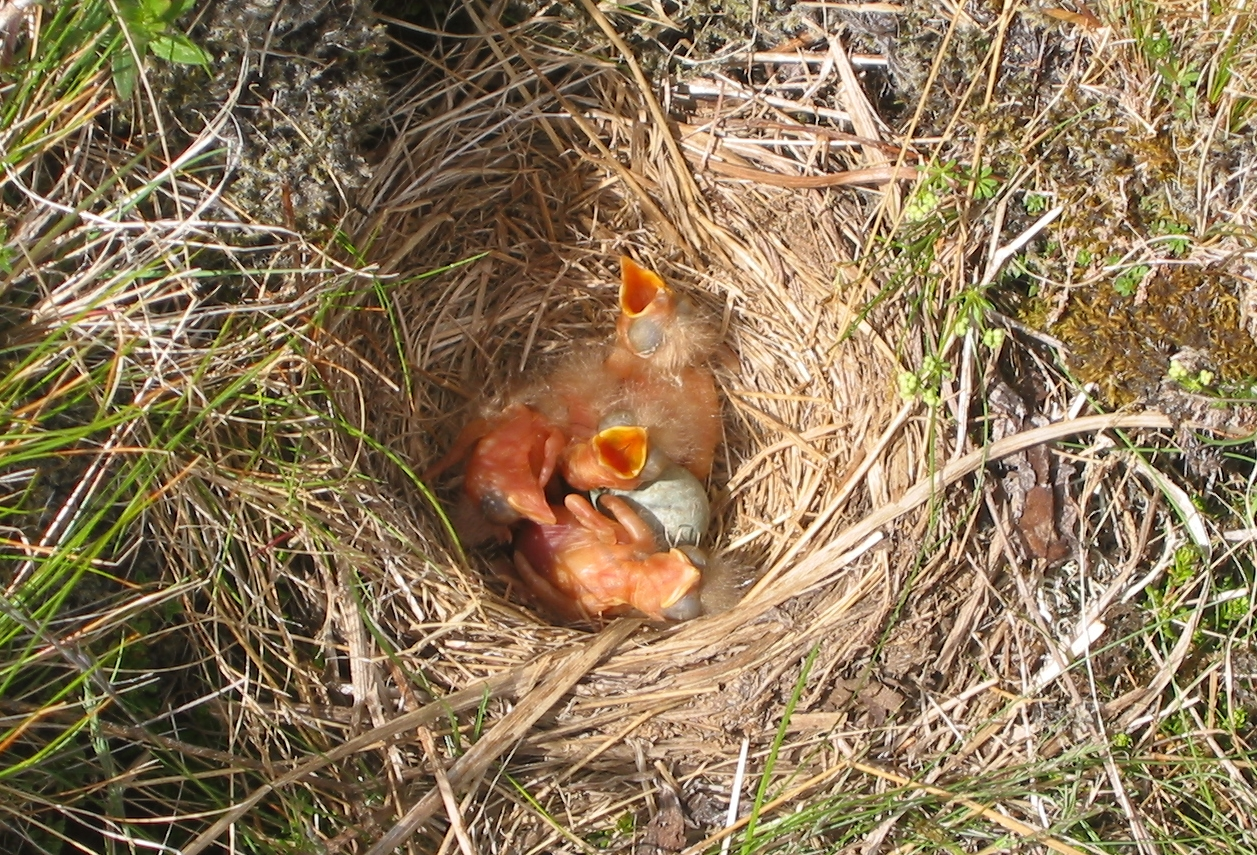
Bo med ägg och ungar på Island.

## Rödvingetrasten och människan

### Status och hot
Birdlife International gjorde en kartläggning av hotläget för europeiska fågelarter 2015. Då uppskattades populationen av rödvingetrast i Europa till mellan 13 och 20 miljoner par, vilket preliminärt motsvarar 100-150 miljoner individer i hela utbredningsområdet. Beräkningar visar dock att rödvingetrasten minskat relativt kraftigt, uppemot 30 % på tre generationer, varför internationella naturvårdsunionen IUCN numera kategoriserar den som nära hotad (NT). Sedan 2020 listas den som nära hotad även på svenska Artdatabankens rödlista. Studier visar att den minskat även här, de senaste 15 åren med 25 %. 2018 uppskattades beståndet till 797 000 par.

### Namn
Namnet kom i bruk 1824 och är en systematisering av det äldre namnet rödvinge som användes sedan 1780. ”Rödvinge-” syftar på artens roströda flanker. Linné blandade ihop taltrasten och rödvingetrasten, med resultatet att stor förvirring råder i 1700-talets skrifter kring både det vetenskapliga namnet och det svenska trivialnamnet för dessa båda arter. Därför har samtliga  namn som används för taltrasten även används för rödvingetrasten, till exempel klådra, klera, sångtrast, drossel och talltrast.
Arten bar tidigare det vetenskapliga artnamnet musicus, men detta anses inte längre giltigt.